# جبنة سائلة

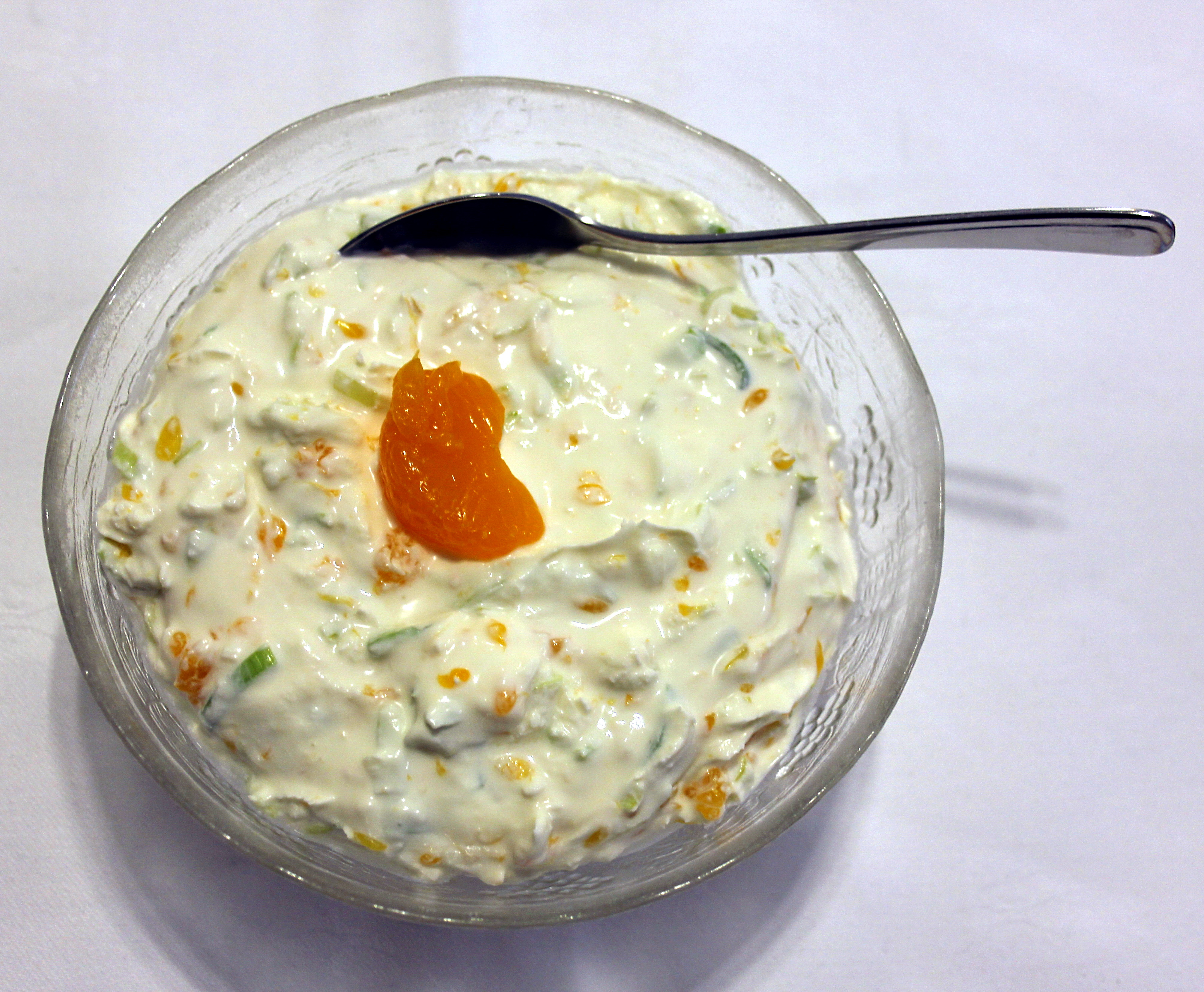
جبنة طازجة بالكراث واليوسفي

الجبن الطازج أو الجبنة السائلة أو جبن الدَّهْن هي أنواع من الجبن، لا تحتاج إلى أن تنضج أو يجب أن تنضج قليلاً فقط على غير أنواع الجبن الأخرى، وتؤكل طازجة. تستخدم في تحضير الغمائس وأدامٍ للخبز. تُصنع الجبنة الطازجة من الحليب المكثف إما بالتحميض وحده أو بمزيج من الحمض مع ترسيب المنفحة. وقد يُضاف إليها الأعشاب والتوابل. تختلف مدة الصلاحية حسب النوع: فمثلًا الكوارك قليل الدسم نحو ثلاثة أسابيع.